# Pyrgomorpha vosseleri
Pyrgomorpha vosseleri is een rechtvleugelig insect uit de familie Pyrgomorphidae. De wetenschappelijke naam van deze soort is voor het eerst geldig gepubliceerd in 1923 door Uvarov.